# 남양동 (삼척시)
남양동(南陽洞)은 강원특별자치도 삼척시의 법정동이자 행정동이다.

## 연혁
- 1986년 1월 1일 삼척군 삼척읍이 삼척시로 승격되면서 남양리, 읍중리, 읍상리, 성내리, 성북리, 성남리까지의 여섯 개 법정리를 통합하여 행정동을 신설하였다.
- 1998년 10월 26일 삼척시와 삼척군이 통합되어 삼척시가 되면서 남양동의 일부지역(남양동)과 사직동(사직동, 오분동, 적노동, 조비동)을 합하여 남양동으로 개편하고, 나머지 읍중동, 읍상동, 성내동, 성북동은 성내동으로 편입되었다.

## 법정동
- 남양동(南陽洞)

가장 번화한 동네다. 삼척중앙시장이 있다.
- 사직동(史直洞)

남양동 남쪽에 있는 동네로, 진주초등학교, 삼일중학교, 삼일고등학교가 있다. 삼척역이 있으며, 삼척 최대의 기업 삼표시멘트 공장이 있다. 삼척번개시장이 있다.
- 조비동(鳥飛洞)

산골 마을이다.
- 적노동(積老洞)

삼척 최대의 기업인 삼표시멘트 공장이 있다.
- 오분동(梧粉洞)

근덕으로 가는 길이다. 어촌이다.

## 교육 기관
- 고등학교 : 삼척여자고등학교, 삼일고등학교
- 중학교 : 삼일중학교
- 초등학교 : 진주초등학교, 삼척남초등학교

## 문화재
- 강원특별자치도무형문화재 제2호 : 삼척 기줄다리기
- 강원특별자치도기념물 제15호 : 실직군왕비릉 (실직군왕릉에 포함되어 지정되어 있음.)

## 교통
- 삼척선 — 삼척역
- 삼척고속버스터미널
- 삼척시외버스터미널